# Jan Stefenson
Jan Harald Stefenson, född 23 september 1924 i Skeppsholms församling i Stockholm, död 13 oktober 2015 i Askim, var en svensk professor och civilingenjör.  

## Biografi
Stefenson tog civilingenjörsexamen 1948 vid Kungliga Tekniska högskolan (KTH) och var därefter anställd som konstruktör vid Leven Shipyard i Dumbarton, Skottland från 1950 och vid Kockums mekaniska verkstad från 1954.  
På uppdrag av Stiftelsen Svensk Skeppsforskning (SSF) och inbjudna av U.S. Atomic Energy Commission deltog Stefenson och Lars Nordström (sedermera generaldirektör för Statens Kärnkraftinspektion) 1959 som observatörer vid byggandet av världens första atomdrivna lastfartyg N/S Savannah. De amerikanska värdarna visade stor öppenhet, och Stefenson och Nordström stor receptivitet, och utbytet kom sedan att dokumenteras 1960 i Teknisk Tidskrift, som utförligt beskrev möjligheter och begränsningar med atomdrift i fartyg. 
Han blev 1960 ritkontorschef vid  Uddevallavarvet och 1964 chef för maskinutvecklingsavdelningen vid Götaverken. 1971 blev han överingenjör och biträdande chef i det nystartade företaget Aims AB (Analytical Institute for Maritime Services) med uppdrag att ta fram tekniska utredningar samt genomföra forsknings- och utvecklingsuppgifter inom svensk sjöfart. Han avancerade 1976 till VD för Aims AB.
Stefenson kom att delta i många utvecklingsprojekt angående konstruktion och propulsion av fartyg. Detta tillsammans med hans långa varvskarriär meriterade honom 1983 för professuren vid Chalmers i ämnet kraft- och värmeanläggningars systemteknik som hörde till Sektionen för maskin- och skeppsteknik, och innehade professuren till sin pensionering 1990.

### Familj
Jan Stefenson var son till kommendör Jens Stefenson (1895–1986) och Astrid (1898–1977), född Grönberg, samt bror till Bror Stefenson.